# Aourir
Aourir (pronúncia: aurir; em árabe: العربية; em tifinague: ⴰⵡⵔⵉⵔ)  é uma cidade e comuna rural do sul de Marrocos, situada junto à costa atlântica e às colinas que constituem o extremo sudoeste do Alto Atlas, a cerca de 15 km a noroeste de Agadir e no início da estrada que liga a costa a Imouzzer des Ida-Outanane, da qual dista cerca de 25 km em linha reta e 48 km por estrada em direção a nordeste. Administrativamente pertence a região de Suz-Massa, prefeitura de Agadir-Ida ou Tanane e circulo de Agadir Banlieue. Em 2024, a comuna tinha 46.032 habitantes, distribuídos por uma área de 114 km².
O município foi criado em 1992 e integra, além de Aourir, as aldeias de Tamraght, Imi Miki, Assersif e Alma. Aourir é conhecida como a cidade das bananeiras ou cidade-banana, um nome alegadamente dado por Jimi Hendrix devido à abundância daquela árvore na região, e pelos restaurantes de tagines e pelos locais de surf, nomeadamente Pointe Banana-Beach, um dos locais mais populares para a prática daquele desporto a norte de Agadir.
A população da comuna é de origem berbere, uma mistura das populações das regiões de Ihahan e de Imouzzer des Ida-Outanane,`a que se juntaram na década de 2000 algumas famílias provenientes de outras regiões, nomeadamente de Anza, depois da destruição do karian (bairro de lata) daquele subúrbio industrial de Agadir, e da localidade costeira vizinha de  Taghazout, onde o custo de vida subiu devido ao turismo e alguns dos seus habitantes optaram por arrendar as suas casas aos turistas e ir viver para Aourir.[carece de fontes?]
Aourir é essencialmente um local de comércio e de encontro dos habitantes das pequenas aldeias que a rodeiam, especialmente às quarta-feiras, quando se realiza o soco (mercado) semanal. Os principais produtos transacionados são bananas e carne. Outras atividades económicas importantes são o turismo e a agricultura.
A estrada que liga Aourir a Imouzzer des Ida-Outanane é chamada a "rota do mel" (em língua berbere: gharas n'tament), devido ao mel afamado produzido em Imouzzer. A estrada é muito pitoresca, atravessando diversos vales, montanhas e aldeias amazigues (berberes), como Tamzzargourt (cujo vale, por onde corre o Assif (rio) Tamraght, é conhecido na literatura turística como Vale do Paraíso, um nome supostamente dado pelos hippies) e Oulma antes de chegar a Imouzzer e às suas cascatas. Daí, a estrada segue para Marraquexe, sempre através das montanhas do Atlas.
A praia mais próxima de Aourir é Tamaouanza, também conhecida como Banana Pointe e Banana Beach. É a primeira praia a norte de Agadir, é dividida a meio pela foz do Tamraght e ali  se encontra um palácio saudita. Ao lado da praia de Tamaouanza, separada por um cabo rochoso chamado Les Roches du Diable, situa-se a praia de Imi wa Aourir, em frente a Taghazout n-Aourir (também conhecido como vale das bananeiras).

## Demografia
Em 2024 a população da comuna era de 46.032 habitantes.

### Crescimento demográfico
O crescimento demográfico da comuna ao longo dos anos é a seguinte:
| 2024   | 2014   | 2004   | 1994   |
| ------ | ------ | ------ | ------ |
| 46.032 | 36.948 | 27.483 | 16.578 |